# Thoralf Plath
Thoralf Plath (* 26. Oktober 1962 in Garz/Rügen; † 31. März 2017 in Selenogradsk) war ein deutscher Journalist und Sachbuchautor.

## Leben
Thoralf Plath wuchs auf der Insel Rügen auf. Seit 1973 betrieb er Segelsport und nahm in der Optimist-Klasse an Jugendregatten teil.
Nach einem Volontariat beim Nordkurier in Neubrandenburg erhielt er eine Festanstellung bei der Tageszeitung und wurde Redakteur. Zunächst arbeitete er im Ressort Landespolitik Mecklenburg-Vorpommern, später wurde er stellvertretender Chefredakteur der Regionalredaktion Vorpommern in Demmin.
1995 begleitete er einen Hilfstransport in das Kaliningrader Gebiet, wo er seine spätere Frau kennenlernte. 1999 heirateten die beiden und kauften zusammen ein Haus in Selenogradsk (Cranz).
Seit 1997 hatte er seine Tätigkeit für den Nordkurier auf eine Teilzeitstelle reduziert, wohnte abwechselnd in Selenogradsk und Loitz und berichtete aus Kaliningrad und Riga als freier Korrespondent für die Deutsche Presse-Agentur (dpa) und deutschsprachige Print- und Onlinemedien. So arbeitete er unter anderem ab 2006 für Russland-Aktuell.
Thoralf Plath verfasste als Autor und Co-Autor mehrere Reiseführer zu Städten und Regionen des Baltikums und des früheren Ostpreußens.

## Schriften (Auswahl)
- Marco Polo Reiseführer Kaliningrader Gebiet. Königsberg, Kurische Nehrung. Mairdumont, Ostfildern 2004, ISBN 3-89525-929-2.
- Marco Polo Reiseführer Litauen. Kurische Nehrung. Mairdumont, Ostfildern 2005, ISBN 3-8297-0336-8.
- Marco Polo Reiseführer Lettland. Riga. Mairdumont, Ostfildern 2006, ISBN 3-8297-0342-2.
- Marco Polo Reiseführer Polnische Ostseeküste. Danzig. Mairdumont, Ostfildern 2006, ISBN 978-3-8297-0344-4.
- Marco Polo Reiseführer Estland. Tallinn. Mairdumont, Ostfildern 2008 (2. Auflage), ISBN 978-3-8297-0408-3.
- Marco Polo Reiseführer Masurische Seen. Mairdumont, Ostfildern 2014, ISBN 978-3-8297-2542-2.
- Marco Polo Reiseführer Baltikum, Estland, Lettland, Litauen. Mairdumont, Ostfildern 2014, ISBN 978-3-8297-2412-8.